# پنبه معمولی
پنبه معمولی (نام علمی: Gossypium herbaceum) نام یک گونه از سرده پنبه است.